# 威廉·戈特尼
威廉·戈特尼，（英語：William E. Gortney，1955年9月25日—），退役美国海军上将，第33任美国北方司令部司令，之前于2012年9月14日至2014年11月担任美国舰队司令部司令。2014年12月5日任现职。
戈特尼已拥有超过5360个自由飞行小时和1265次的航母降落，主要飞行A-7E“海盗II”攻击机和F/A-18C“大黄蜂”战斗机。

## 早年经历
戈特尼于1977年从北卡罗莱纳州伊隆学院毕业，获得历史和政治学文学学士学位。他是一位退役海军上校的儿子，是第二代海军飞行员，并且是校足球队和橄榄球俱乐部成员。戈特尼进入了位于佛罗里达州彭萨科拉海军航空站的海军航空候补军官学校，1977年9月，在海军预备役被委任为军官，1978年12月，正式成为海军飞行员。

## 履历表[2]
1. 1978年－1980年，岸上，德克萨斯州，比维尔海军航空站，第26训练中队
2. 1981年－1984年，舰上，尼米兹号航空母舰CVN-68，第82战斗机攻击中队
3. 1984年－1988年，岸上，加利福尼亚州，勒穆尔海军航空站，第125攻击战斗机中队
4. 1988年－1990年，舰上，西奥多·罗斯福号航空母舰CVN-71，第87战斗机攻击中队
5. 1990年－1991年，岸上，华盛顿特区，分管航空作战助理海军作战部长的侍从副官
6. 1991年－1992年，舰上，佛瑞斯塔号航空母舰CV-59，第132战斗机攻击中队，主任参谋
7. 1992年－1994年，舰上，西奥多·罗斯福号航空母舰CVN-71，第15战斗机攻击中队，主任参谋
8. 1994年－1995年，舰上，西奥多·罗斯福号航空母舰CVN-71，第15攻击战斗机中队，中队长
9. 1995年－1996年，海军战争学院，学员，获国际安全事务文学硕士学位
10. 1996年－1997年，岸上，佛罗里达州，塞西尔机场海军航空站，东海岸F/A-18舰队替换中队，第106攻击战斗机中队，中队长
11. 1998年－1999年，岸上，联合参谋部，J-33联合作战部中央司令部分部，
12. 2000年－2001年，西南亚联合特遣部队，当前作战副主管
13. 2001年－2002年，舰上，德怀特·D·艾森豪威尔号航空母舰CVN-69，第7航母航空联队，副联队长
14. 2002年－2003年，舰上，肯尼迪号航空母舰CV-67，第7航母航空联队，联队长
15. 2003年，岸上，沙特阿拉伯，苏丹王子空军基地，美国中央司令部，空军机能司令的海军两栖联络组组长
16. 2003年－2004年，美国海军中央司令部，美国第五舰队，参谋长
17. 2004年－2006年，岸上，弗吉尼亚州，诺福克，舰队司令部，副参谋长，分管全球部队管理和联合作战
18. 2007年－2008年，舰上，哈利·S·杜鲁门号航空母舰CVN-75，第10航母战斗群，司令
19. 2008年－2010年，岸上，海军中央司令部司令，美国第五舰队司令，联合海上部队，司令
20. 2010年－2012年，联合参谋部，主任
21. 2012年9月14日－2014年11月，岸上，美国舰队司令部，司令
22. 2014年1月5日至今，岸上，美国北方司令部，司令